# 马而下错
马而下错（藏語：དམར་ཞལ་མཚོ，威利转写：dmar zhal mtsho，THL：Marzhel Tso，藏语拼音：Marxai Co），也作马尔下错，位于中国西藏自治区那曲市尼玛县境内，地处尼玛县南部，昂孜错东部，昂孜山北麓。湖面海拔4690米，面积63.8平方公里。第四纪时期与昂孜错为一个大湖，后水位下降，彼此分离为两个独立湖泊。湖泊呈哑铃形，中间最窄处不足1公里宽。湖区年均气温0～2℃，年均降水量200～300毫米。湖水主要靠地表径流补给。2010年3月，成立了昂孜错－马尔下错自治区级湿地自然保护区。